# Dekanat Nidzica
Dekanat Nidzica – jeden z 21 dekanatów w rzymskokatolickiej archidiecezji warmińskiej.

## Parafie
W skład dekanatu wchodzi 11 parafii:
- parafia Podwyższenia Krzyża Świętego – Kanigowo
- parafia Świętych Apostołów Piotra i Pawła – Kozłowo
- parafia Niepokalanego Serca Maryi Panny – Łyna
- parafia św. Wawrzyńca – Muszaki
- parafia św. Antoniego Padewskiego – Napierki
- parafia Najświętszej Maryi Panny Królowej Polski – Napiwoda
- parafia bł. Bolesławy Lament – Nidzica
- parafia Miłosierdzia Bożego – Nidzica
- parafia św. Wojciecha Biskupa i Męczennika – Nidzica
- parafia św. Jadwigi Królowej – Rozdroże
- parafia św. Antoniego – Sarnowo

## Historia
Do 15 września 2022 roku w skład dekanatu wchodziło 9 parafii:
- parafia Podwyższenia Krzyża Świętego – Kanigowo
- parafia Niepokalanego Serca Maryi Panny – Łyna
- Parafia św. Wawrzyńca – Muszaki
- Parafia Najświętszej Maryi Panny Królowej Polski – Napiwoda
- Parafia bł. Bolesławy Lament – Nidzica
- Parafia Miłosierdzia Bożego – Nidzica
- Parafia Niepokalanego Poczęcia Najświętszej Maryi Panny i Św. Wojciecha – Nidzica

## Sąsiednie dekanaty
Dzierzgowo (diec. płocka), Olsztynek, Pasym, Szczytno